# Egiziano tolemaico

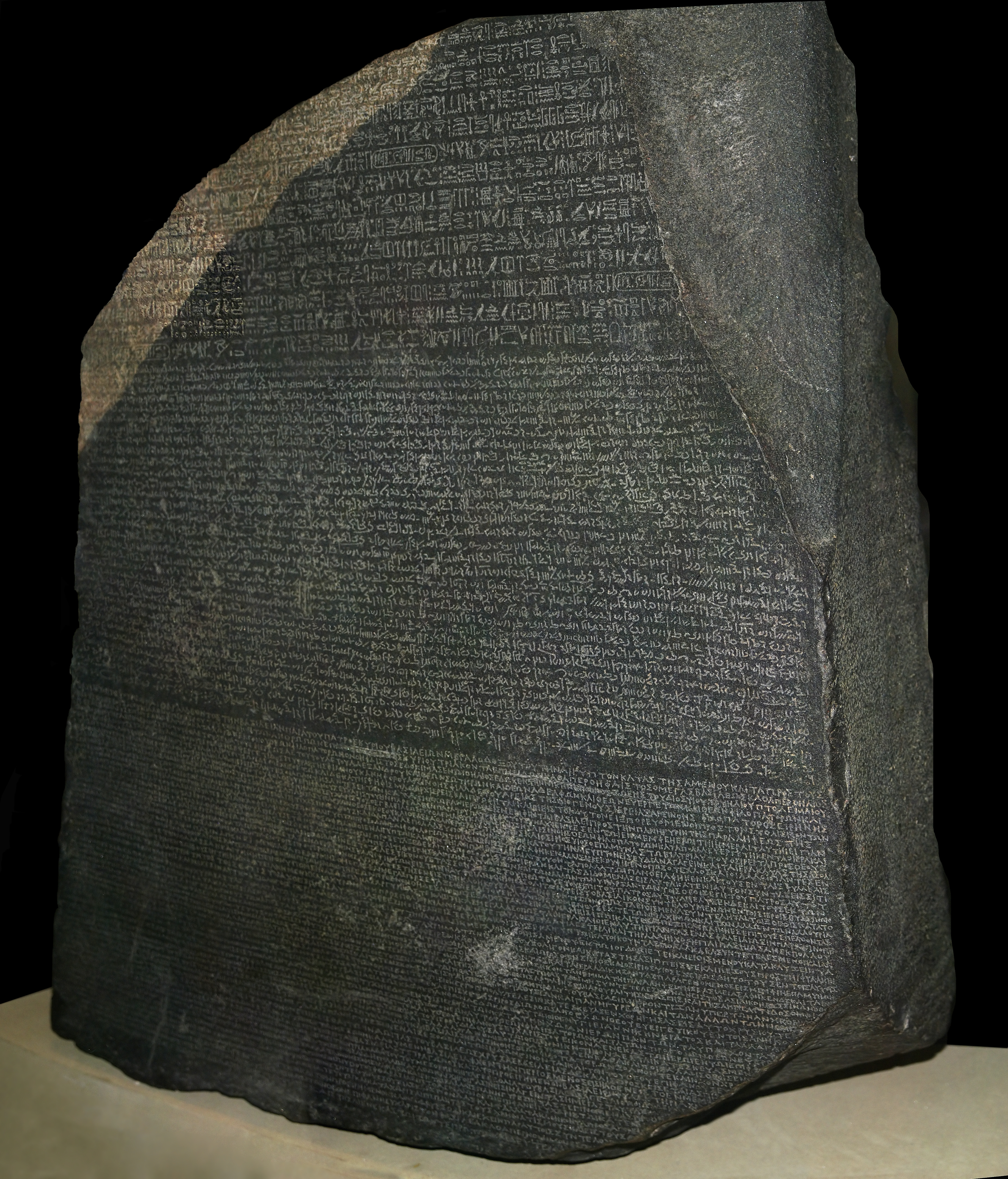
La Stele di Rosetta, l'editto trilingue che permise la decifrazione dell'antico egizio, è anche uno dei più importanti esempi di egiziano tolemaico.

Per egiziano tolemaico si intende lo stadio di evoluzione che la lingua egizia raggiunse durante il periodo di dominio tolemaico, tra la conquista di Alessandro Magno, l'insediamento sul trono di Tolomeo I e la conquista definitiva dell'Egitto da parte dei Romani nel 30 a.C.
Cronologicamente, quindi, si tratta di uno stadio della lingua egizia di circa 300 anni, dal 333-332 a.C. al 30 a.C.
Il più grande esempio letterario di questo periodo è sicuramente la Stele di Rosetta, l'editto trilingue che permise a Jean-François Champollion di svelare il mistero dei geroglifici.
Altri abbondanti esempi di egiziano tolemaico si riscontrano nei templi di epoca greco-romana, Dendera, Edfu e soprattutto File, nel cui tempio di Iside si trova l'ultima incisione geroglifica conosciuta, datata 394 d.C., una preghiera ad una dea nubiana.

## Caratteri della lingua
La situazione linguistica dell'Egitto del periodo tolemaico è alquanto complessa: l'Egitto ha perso la sua indipendenza già sotto i Persiani ed anche i Macedoni sono visti come dominatori, più blandi, certo, più desiderosi di mescolarsi con la cultura locale, come dimostra il pellegrinaggio di Alessandro fino all'Oasi di Siwa, ma pur sempre dominatori.
La lingua amministrativa e culturale dei dominatori è il greco koinè, mentre la popolazione indigena utilizza il demotico, penultima fase della lingua egizia, ormai in transizione verso lo stadio finale, il copto.
Per scrivere la lingua indigena vi sono tre sistemi: il geroglifico, il più raffinato, il più famoso dei sistemi, riservato alle iscrizioni monumentali, lo ieratico, una forma corsiva dei geroglifici usata nella scrittura corrente, e il demotico, l'ultimo stadio, sviluppatosi da un'ulteriore semplificazione dello ieratico a partire dal VII secolo.
Erodoto sarà lo storico che per primo definirà i tre sistemi di scrittura, distinguendo tra le scritture sacre (geroglifico e, in minor misura, ieratico), e quelle "popolari", il demotico, il cui nome deriva evidentemente da δῆμος, popolo in greco.
I sacerdoti e pochi scribi sono gli ultimi che conoscono i geroglifici, mentre sempre più si diffonde il demotico.
La casta sacerdotale, inoltre, è lo strato sociale che più di tutte si oppone ai dominatori e tra i metodi di "resistenza" al dominatore vi è proprio l'uso del geroglifico.
Con una vera e propria "speculazione" linguistica avviano un'opera di complicazione del sistema di scrittura in modo tale da poter renderlo il più possibile inaccessibile ad altri, conservando così gli antichi testi e l'antica cultura immutata.
C'è da notare anche che, in realtà, nessuno dei Tolomei si diede la pena di imparare la lingua autoctona, fatta eccezione per Cleopatra VII.
La complicazione del geroglifico di questo periodo è impressionante, si passa dai 750 segni circa della lista di Gardiner a circa 2000.
I metodi di complicazione sono diversi, a seguire si analizzeranno i principali: ad ogni modo il principio generale è quello dell'aumento del simbolismo intrinseco di ogni parola, con l'uso di dotti riferimenti ancora non del tutto compresi dagli archeologi, che per tradurre il tolemaico devono avvalersi anche di grammatiche e dizionari appositi, frutto soprattutto del lavoro di Serge Sauneron.
Tale complicazione della lingua sta alla base dei fraintendimenti degli autori antichi come Orapollo, Ammiano Marcellino, Apuleio, Plutarco sull'interpretazione dell'egiziano, che descrissero come una lingua ricca di significati allegorici, esoterici e incomprensibili ai non iniziati, influenzando così tutti coloro che si cimentarono con la decifrazione dell'egiziano fino a Champollion, il primo a capire che dietro a tale lingua non vi era nulla di esoterico.

## Confronto con l'egiziano classico
Per prima cosa è bene distinguere tra tolemaico corrente e simbolico.
Il primo era il sistema di scrittura lapidario complesso ma relativamente facile da tradurre per chi conosce il classico egizio medio; il secondo, al contrario, è un fenomeno nato praticamente nell'epoca tolemaica con, come si è già detto, l'esasperazione dei significati più reconditi e dotti dei geroglifici.
Tale sistema venne definito dallo stesso Champollion, che dovette confrontarvisi traducendo la stele di Rosetta, "ortografia barbara".
Ad esempio, il nome del dio Khnum è attestato in un centinaio di varianti diverse mentre nel tempio di Esna il nome della dea Menhyt non viene scritto con i geroglifici tradizionali 
| m | n | H | y | t |

, ma con tali segni: 
| xpr | N | HAt |

Tali segni, che in tolemaico avevano sì valore di m,n,ḥ,y,t, possono essere letti anche in modo "classico" come "che esiste dal passato" e ciò si accorda con il successivo appellativo di "signora degli dèi primordiali".
Un esempio per comprendere meglio può essere quello noto a tutti coloro che conoscono l'egiziano antico classico, la parola "sovrintendente".
In egiziano tale parola è (j)m(j)-r(3), 
| imi | r | A347 |

. 
Quella su riportata è la versione completa, tuttavia, per sveltirne la scrittura, lo scriba non riportava le consonanti deboli, note anche come "semivocali", j e 3, lasciando così solo le lettere m ed r, e scriveva dunque 
| m&r |

.
Oppure, ricorreva ad una sorta di rebus: (j)m(j)-r(3) significa infatti "[colui] che è nella bocca"; e nella bocca c'è naturalmente la lingua, sicché anziché usare le due scritture su riportate lo scriba poteva semplicemente disegnare la lingua: 
| ns |

Tali giochi di parole, rari e notevoli nel medio egizio, furono di larghissimo uso nell'egiziano tolemaico, che complicò quindi la lettura ma in modo comunque logico e comprensibile con una corretta analisi filologica e linguistica.

## Mutazioni notevoli del tolemaico
Si vanno ora a presentare alcuni esempi di mutazioni nell'egiziano tolemaico, tenendo conto che, purtroppo, col sistema di scrittura WikiHiero si possono riportare solo i segni elencati da Gardiner, che non comprendono numerosi segni tolemaici; si cercherà di sceglierne alcuni il più simile possibile a quelli tolemaici e di darne, in ogni caso, una descrizione più chiara possibile e permettere quindi al lettore di immaginarli.

## Segni alfabetici
Segni con lettura inizialmente plurilittera si trasformano in multilitteri.

### Rappresentazione diretta
Per esprimere il pronome personale suffisso =j, oltre ai determinativi classici che distinguono generalmente tra uomo e donna, vivente o defunto, reale o non nobile, divino o mortale ma facendo uso di non più di 6-7 segni diversi, ora praticamente per ogni locutore si usa il suo determinativo specifico: ad.es, se parla Khnum, si usa il suo determinativo 
| Xnmw |

; se parla, Hator 
| C9 |

 eccetera.
Un altro esempio è l'uso del segno per notare il femminile, .t.
Anziché il segno 
| t |

 si va diffondendo l'uso del determinativo femminile di una donna 
| B1 |

### Caduta delle consonanti deboli
Cadono le consonanti deboli, si tende a conservare, in un trilittero, solo la consonante centrale o la prima, nei bilitteri quella finale:
- | P3 | da wi3>w
- | iAm | da im3>m
- | ib | da ib>b

### Variazione fonetica
Si assiste ad una generale evoluzione dei fonemi:
- La b tende a diventare sorda e trasformarsi in p: ib>(i)p | ib |
- La k diventa q, sua variante più esplosiva e uvulare.

K3>q(3)  
| kA |

- Le palatali evolvono nella dentali corrispondenti (fenomeno già presente nelle fasi precedenti della lingua)

### Segni simili si sovrappongono
- Il cobra, "ḏ" , si sovrappone alla vipera cornuta "f" ed entrambi vengono notati "f".[8]

### Avvengono confusioni
- Il segno D37, | D37 | si sovrappone al segno D36 | a |[8]

### Acrofonia
Si sviluppano da dei plurilitteri dei monolitteri che notano l'iniziale del plurilittero.
- Viene creato il segno del babbuino seduto: tale animale è sacro al dio Thot, in egizio Ḏḥwty.

Il babbuino diviene un altro modo per scrivere quindi il suono ḏ, iniziale del dio. 
Tale grafia è molto frequente nel verbo ḏd, dire.
- Da bjk, falco, | G5 | si trae la sua iniziale per scrivere la b.
- Da bnw, la fenice, | G31 | si sviluppa un'altra scrittura della b

Tale fenomeno è tipico dell'Epoca Romana, ma già gli scribi si erano resi conto del rischio di malintesi: l'acrofonia si manifesta soprattutto con segni di lettura indubbia e unica, come nfr per scrivere la n e ms per la m.
Sicuramente decifrate vi sono iscrizioni sul tempio di Esna e nei nomi di sovrani, dei e località.

## Segni multilitteri
Viene fatto largo uso di un unico segno per esprimere, al contrario dei casi sopra elencati, nei quali segni multilitteri assumevano il valore di monolitteri, concetti più lunghi.
Mentre, anche per i nomi di divinità l'egiziano classico preferiva usare il segno della divinità stessa come determinativo di una parola scritta con segni fonetici, ora si mantiene solo il determinativo:

### Ideogrammi

#### Nomi propri
- Anziché scrivere | sw | n · t | per scrivere "faraone", si disegna immediatamente il determinativo del sovrano.

Allo stesso modo, per scrivere "sovrano dell'Alto Egitto" e "sovrano del Basso Egitto", si usano i determinativi 
| A44 |

 e 
| A45 |

 con l'uomo che indossa le corone hedjet e desheret anziché scrivere il termine completo, ny-sut o ny-bity.
- Per le divinità, il nome di Iside tende ad essere scritto sempre più con l'ideogramma della donna seduta col segno (3)s.t sulla testa invece che scrivere (3)s.t e poi scrivere il determinativo.
- Avvengono fatti analoghi per Osiride, non più scritto con i segni | ir · st | ma bensì con il segno dell'uomo con la corona Atef, corona di Osiride.[10]

#### Azioni e cose
- Per scrivere m33, vedere, anziché usare i segni | mA | A | ir | va diffondendosi l'uso del segno del doppio udjat, l'occhio di Horus, per esprimere l'azione.
- Per esprimere entrare e uscire, invece dei classici aq, | aq | pr | D54 | e pr(j), | pr | D54 |, che possiedono sì il determinativo del movimento, ma non esprimono direttamente l'azione, si inventano due nuovi segni, non presenti su WikiHiero, che rappresentano un serpente che esce ed entra da una casa.[11]
- Metonimia

Si diffonde la metonimia, che permette di esprimere un concetto per mezzo di una cosa ad esso collegata:
- Tipico è il caso della titolatura regale: il prenome di ny-sut-biti, "colui che appartiene al giunco e all'ape", allegoria dell'Alto e del Basso Egitto, anziché essere espresso con i canonici segni del giunco e dell'ape, può essere rappresentato con l'unione delle due corone (tale uso era però già presente a partire dal re Sethi I.
- Allo stesso modo, per esprimere il segno delle Due Terre, il canonico | tA | w | y |, si sostituiscono due colonne papiriformi che sostengono rispettivamente il loto e il papiro, i fiori araldici delle due metà del paese (non presente in WikiHiero).
- Sineddoche

Si usa una parte di un oggetto per esprimere la sua totalità.
- Per scrivere ẖrd, bambino, si usa la ciocca tradizionale (non presente in WikiHiero) anziché il segno | Xrd |

### Fonogrammi
Si diffondono i rebus.
- Numeri
- Il numero 7 viene scritto con il segno tp, | tp |, in quanto le aperture della testa sono 7.
- Vengono usati i segni degli dèi secondo l'ordine delle varie teologie
- Geb, considerato il quinto dio, serve per scrivere il 5
- Horus, considerato il decimo, il 10
- Ra, il primo tra gli dèi, è il numero 1[13]
- Nomi

Due cartigli vuoti 
| V10 · V10 |

, servono per scrivere il nome di Shu, dio dell'aria ma anche del vuoto.
- Variazioni fonetiche

Si verificano diverse variazioni fonetiche, come caduta di consonanti iniziali, medie e finali se deboli, termini scritti con quattro o cinque suoni, se questi sono simili tra loro, tendono a ridursi alla radice bi-trilittera, caratteristica della maggioranza delle parole egiziane. Si verificano metatesi, scambio di due consonanti simili a fini eufonici, oppure assimilazioni,con la soppressione, se vi sono due suoni simili accostati, di uno dei due.
- Variazioni grafiche: segni comuni vengono riportati con nuovi aspetti, si introducono segni dallo ieratico, avvengono false analogie o addirittura i segni si confondono.[14]
- Segni composti

Due o più segni si sovrappongono in uno solo sintetizzando talvolta locuzioni molto lunghe.
Tali segni non sono presenti su WikiHiero, si cercherà di darne un'idea.
- Come si è scritto nei paragrafi precedenti, viene creato il segno del babbuino che, per acrofonia col nome di Thot, assume il valore di ḏ.

Per esprimere la locuzione ḏd-mdw (parole dette), comune nelle iscrizioni e nei testi nei quali figurano dei dialoghi, si disegna un babbuino (ḏd), che regge un bastone (mdw).
- Altro segno molto comune è quello del gatto: il gatto viene chiamato mi(w), con la caduta dell'ultima lettera diviene mi, che in egiziano significa "come".

Per scrivere ad esempio l'epiteto beneaugurale " D(w) 'nḫ mi R' ", "Dotato di vita come Ra", si disegna un gatto col sole in testa e il segno 'nḫ in una zampa.
- Si usano i segni in modo "plastico", "incastrandone" uno con l'altro per esprimere un'azione.